# Engak
Engak (persiska: اِنِكِك, Īnekek, ينِكِك, ينِكَك, انگک) är en ort i Iran.   Den ligger i provinsen Chahar Mahal och Bakhtiari, i den centrala delen av landet, 500 km söder om huvudstaden Teheran. Engak ligger 1 460 meter över havet och antalet invånare är 153.
Terrängen runt Engak är bergig åt sydväst, men åt nordost är den kuperad. Engak ligger nere i en dal. Runt Engak är det ganska glesbefolkat, med 38 invånare per kvadratkilometer. Närmaste större samhälle är Ābzīr, 5,6 km nordväst om Engak. Trakten runt Engak är ofruktbar med lite eller ingen växtlighet.